# 下野元也
下野 元也（しもの もとや）は、日本の国土交通官僚。海上保安庁第六管区海上保安本部長、国土交通省九州運輸局長などを経て、日本海事センター業務執行理事。

## 人物・経歴
福岡県福岡市出身。久留米大学附設高等学校を経て、東京大学法学部卒業。1988年運輸省入省。運輸省運輸政策局観光部企画補佐官、関西国際空港経営企画部企画課長などを経て、2002年運輸省航空局監理部総務課危機管理室長。2003年海上保安庁総務部政務課企画官。
2004年九州旅客鉄道総合企画本部経営企画部担当部長。2006年国土交通省航空局技術部運航課航空安全推進室長。2008年鉄道建設・運輸施設整備支援機構施設管理部長。2010年内閣官房内閣参事官（内閣官房副長官補（安全保障・危機管理担当）付））、内閣官房空港・港湾水際危機管理チーム参事官。2012年国土交通省自動車局安全政策課長。
2014年国土交通省運輸安全委員会事務局総務課長。2015年国土交通省鉄道局総務課長。2016年海上保安庁第六管区海上保安本部長。2018年国土交通省九州運輸局長、福岡県都市計画審議会委員。2019年国土交通省大臣官房付、退官。2020年日本海事センター参与。2021年日本海事センター業務執行理事（常務理事）。